# WHL 1967/68
Die Saison 1967/68 war die 16. reguläre Saison der Western Hockey League (WHL). Meister wurden die Seattle Totems.

## Teamänderungen
Folgende Änderungen wurden vor Beginn der Saison vorgenommen:
- Die California Seals verließen die Liga, da deren Nachfolgeteam in die NHL aufgenommen wurde.
- Die Los Angeles Blades stellten den Spielbetrieb ein.
- Die Victoria Maple Leafs wurden nach Phoenix, Arizona, umgesiedelt und änderten ihren Namen in Phoenix Roadrunners.

## Reguläre Saison

### Tabelle
Abkürzungen: GP = Spiele, W = Siege, L = Niederlagen, T = Unentschieden, GF = Erzielte Tore, GA = Gegentore, Pts = Punkte
|                     | GP | W  | L  | T | GF  | GA  | Pts |
| ------------------- | -- | -- | -- | - | --- | --- | --- |
| Portland Buckaroos  | 72 | 40 | 26 | 6 | 246 | 168 | 86  |
| Seattle Totems      | 72 | 35 | 30 | 7 | 207 | 199 | 77  |
| San Diego Gulls     | 72 | 31 | 36 | 5 | 241 | 236 | 67  |
| Phoenix Roadrunners | 72 | 28 | 40 | 4 | 215 | 276 | 60  |
| Vancouver Canucks   | 72 | 26 | 41 | 5 | 213 | 258 | 57  |